# ZYX Music
ZYX Music ist  ein deutsches Plattenlabel aus Merenberg in Hessen.

## Geschichte
In den 1960er Jahren gründete Bernhard Mikulski den Schallplatten-Import-Dienst Bernhard Mikulski in Frankfurt am Main, wo er die Labels Carina und Linda führte.
Im Jahr 1971 gründete Bernhard Mikulski in Merenberg zunächst den „Pop-Import Bernhard Mikulski“. Im Jahr 1978 erfolgte die Umbenennung in „ZYX Music“. Das Unternehmen entwickelte sich zu einem Independent-Label für Pop- und Disco-Produktionen. Durch Lizenzkäufe wurde das Repertoire um weitere Genres wie Jazz, Klassik und Rock erweitert.
Neben dem Plattenlabel betreibt die Firma den Musikverlag Bernhard Mikulski, der Vertragspartner für Musiker und Produzenten wie Torsten Fenslau, Oliver Lieb oder Andreas Tomalla (Talla 2XLC) war. Zur Firmengruppe gehören auch ein Schallplatten-Presswerk sowie Niederlassungen in Österreich, der Schweiz, Polen, Frankreich, England, in den USA und den Niederlanden.
Nach dem Tod von Bernhard Mikulski im Jahr 1997 übernahm seine Frau Christa Mikulski die Geschäftsführung.
Im Jahr 2004 wurde eine eigene DVD-Sparte eingeführt, die in erster Linie mit Filmklassikern sowie Special-Interest-Themen aufwartet. Im gleichen Jahr wurde eine eigene Hörbuchsparte ins Leben gerufen, die sich zunächst der klassischen Literatur widmete, inzwischen aber auch zeitgenössische Literatur auf den Markt bringt.

## Unternehmensstruktur
- ZYX Music GmbH & Co. KG, Merenberg, Deutschland
  - Musicgarden Werbe GmbH, Elbtal-Dorchheim, Deutschland
  - RM Schallplatten-Presswerk GmbH, Merenberg, Deutschland
  - Bernhard Mikulski Musikverlag, Merenberg, Deutschland
  - Pepper Cake, Musiklabel (LC 12635)[5]
  - ZYX Musik AG, Risch Rotkreuz, Schweiz
  - ZYX Records Ltd, London, Vereinigtes Königreiches Großbritannien und Nordirland
  - ZYX Music Distribution Ltd., Oceanside, Vereinigte Staaten
  - ZYX Music Sp. z o.o., Niwnica, Polen
  - ZYX Music BV, Oosterhout, Niederlande
  - ECHO-ZYX Music Ges.m.b.h, Graz, Österreich
  - ZYX Music s.a.r.l., Paris, Frankreich
  - Zyx Music Distribution s.r.l., Mailand, Italien